# Pulmonaria collina
Pulmonaria collina är en strävbladig växtart som beskrevs av Wilhelm Sauer. Pulmonaria collina ingår i släktet lungörter, och familjen strävbladiga växter. Inga underarter finns listade i Catalogue of Life.